# Aloe debrana
Aloe debrana ist eine Pflanzenart der Gattung der Aloen in der Unterfamilie der Affodillgewächse (Asphodeloideae). Das Artepitheton debrana verweist auf das Vorkommen der Art bei Debre Berhan in Äthiopien.

## Beschreibung

### Vegetative Merkmale
Aloe debrana wächst einzeln oder sprosst und bildet dann kleine Gruppen, ist stammlos oder kurzstämmig. Die etwa 24 und mehr lanzettlich lang zugespitzten Laubblätter bilden dichte Rosetten. Die trübgrüne Blattspreite ist 25 bis 60 Zentimeter lang und 7,5 bis 15 Zentimeter breit. Die stechenden, rötlich braunen Zähne am rötlich braunen, hornigen Blattrand sind 2 bis 4 Millimeter lang und stehen 0,8 bis 15 Millimeter voneinander entfernt. Der Blattsaft ist trocken bräunlich.

### Blütenstände und Blüten
Der Blütenstand besteht aus acht bis zwölf Zweigen und ist 100 Zentimeter lang. Die unteren Zweige sind gelegentlich nochmals verzweigt. Die dichten, fast kopfigen Trauben sind 5 bis 10 Zentimeter lang und 6 bis 7 Zentimeter breit. Die eiförmig-dreieckigen Brakteen weisen eine Länge von 3 bis 5 Millimeter auf und sind 1,5 bis 2 Millimeter breit. Die scharlachroten, an ihrer Mündung helleren Blüten stehen an 10 bis 15 Millimeter langen Blütenstielen. Die Blüten sind 17 bis 20 Millimeter (selten bis zu 35 Millimeter) lang und an ihrer Basis sehr kurz verschmälert. Auf Höhe des Fruchtknotens weisen sie einen Durchmesser von 8 Millimetern auf. Darüber sind sie leicht verengt und schließlich zu ihrer Mündung hin erweitert. Ihre äußeren Perigonblätter sind auf einer Länge von etwa 6 Millimetern nicht miteinander verwachsen. Die Staubblätter und der Griffel ragen kaum aus der Blüte heraus.

## Systematik und Verbreitung
Aloe debrana ist in Äthiopien in Grasland und niederem Buschwerk an schwach geneigten Hängen in Höhenlagen von 2400 bis 2700 Metern verbreitet.
Die Erstbeschreibung durch Hugh Basil Christian wurde 1947 veröffentlicht. Ein Synonym ist Aloe berhana Reynolds (1957).

## Nachweise